# Котовка (Зачепиловский район)
Кото́вка (укр. Котівка; с 1926 по 2016 г. — Кото́вского) — село, Новомажаровский сельский совет, Зачепиловский район, Харьковская область, Украина.
Код КОАТУУ — 6322283004. Население по переписи 2001 года составляет 65 (33/32 м/ж) человек.

## Географическое положение
Село Котовка находится на расстоянии в 2 км от села Дудовка, недалеко от урочища Мартыновские Хутора.

## История
- 1775 — основано как село Котовка.
- 1926 — переименовано в село Котовского.
- 2016 — возвращено историческое название.

## Экономика
- Молочно-товарная ферма.